# Комітети Європейського парламенту

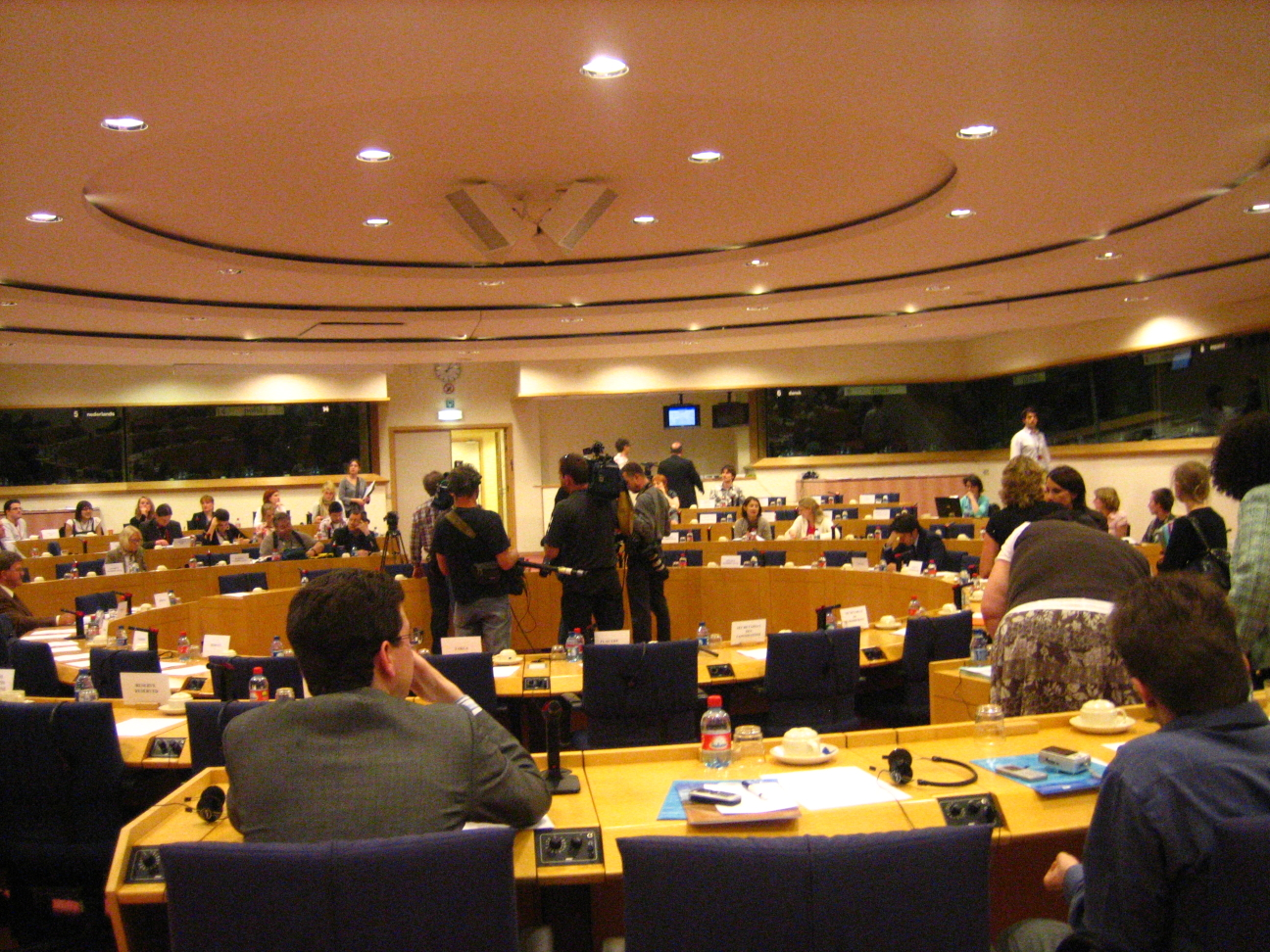
Кімната засідань одного із комітетів Європейського парламенту.

Комітети Європейського парламенту — одна з головних ланок законодавчої процедури Європейського Союзу. Постійні комітети складаються з депутатів Європейського парламенту, які обираються на прямих виборах кожні п'ять років. Кожен комітет має голову та чотирьох віце-голів, а також багато членів, кожен із яких має члена-заступника. Також кожен комітет має репортера, який призначається головою комітету зі складу його членів, обов'язком якого є складання звітів від імені комітету. Місця в комітетах розподіляються за методом д'Ондта.

## Цікавий факт
Це 750 000 стаття в українській Вікіпедії

## Процедура роботи
У процесі внесення пропозицій та законопроєктів Європейська комісія, якій належить виняткове право на законодавчу ініціативу, консультується із різними комітетами відповідно до законодавчої процедури Європейського Союзу, і ці комітети надають поради Європейській комісії шляхом створення звітів, пропонування змін до законопроєкту чи створення законопроєкту самостійно. У разі якщо хоча б десята частина складу комітету висловлюється проти якоїсь пропозиції, вона виноситься на голосування на наступному засіданні комітету. Також комітет, може, повернути законопроєкт до Європейської комісії без змін, якщо проти цього висловлюється менше десятої частини складу комітету.
Комітети також можуть створювати не законодавчі звіти. Репортер комітету готує такий звіт і представляє його всьому парламенту від імені комітету. Такі звіти мають містити мотивувальну частину, пояснювальну частину та опис фінансових наслідків. Окрім цього, комітети можуть за власною ініціативою створювати звіти, пов'язані із їх компетенцією. Комітет має отримати дозвіл від Конференції голів Європейського парламенту дозвіл на створення такого звіту і Рада має два місяці на надання відповіді.
Під час підготовки звіту комітет може запитати в іншого комітету його позицію з певного питання, якщо вважає що запропонована зміна стосується компетенції іншого комітету. Голова та репортер цього іншого комітету можуть бути запрошеними на засідання основного комітету. Зміни запропоновані іншим комітетом ставляться на голосування в основному комітеті. Якщо Рада Президентів вирішить, що запитуваний звіт в рівній мірі належить до компетенції двох комітетів, вони будуть проводити спільні засідання і готувати звіт спільно.

## Рада голів комітетів та Рада голів делегацій
Рада голів комітетів та Рада голів делегацій є двома важливими органами Європейського парламенту. Рада голів комітетів є політичним органом, який складається із голів всіх постійних та тимчасових комітетів та який покращує взаємодію між різними комітетами. Рада голів делегацій так само є політичним органом, який забезпечує належну роботу міжпарламентських делегацій та делегацій до парламентських асамблей. Ці два органи можуть видавати рекомендації Раді Президентів, а також отримувати доручення від Бюро Європейського парламенту.

## Список комітетів
| Комітет                                                                             | Абревіатура | Голова                     | Політична група, до якої належить голова       | Вебсайт                                           |
| ----------------------------------------------------------------------------------- | ----------- | -------------------------- | ---------------------------------------------- | ------------------------------------------------- |
| Комітет із закордонних справ                                                        | AFET        | Девід МакАллістер          | Європейська народна партія                     | [Архівовано 7 грудня 2017 у Wayback Machine.]     |
| Підкомітет з прав людини                                                            | DROI        | Марія Арена                | Прогресивний альянс соціалістів і демократів   | [Архівовано 30 листопада 2017 у Wayback Machine.] |
| Підкомітет із безпеки та оборони                                                    | SEDE        | Наталі Луазо               | Оновлена Європа                                | [Архівовано 13 листопада 2017 у Wayback Machine.] |
| Комітет із розвитку                                                                 | DEVE        | Тобіас Тобе                | Європейська народна партія                     | [Архівовано 30 листопада 2017 у Wayback Machine.] |
| Комітет із міжнародної торгівлі                                                     | INTA        | Бернд Ланге                | Прогресивний альянс соціалістів і демократів   | [Архівовано 2 грудня 2017 у Wayback Machine.]     |
| Комітет із бюджету                                                                  | BUDG        | Йоган Ван Овертвельдт      | Європейські консерватори та реформісти         | [Архівовано 3 грудня 2017 у Wayback Machine.]     |
| Комітет із бюджетного контролю                                                      | CONT        | Моніка Хольмаєр            | Європейська народна партія                     | [Архівовано 11 грудня 2017 у Wayback Machine.]    |
| Комітет із економічних і монетарних справ                                           | ECON        | Ірене Тіналі               | Прогресивний альянс соціалістів і демократів   | [Архівовано 25 листопада 2017 у Wayback Machine.] |
| Комітет з питань працевлаштування та соціальних справ                               | EMPL        | Луція Дуріш Ніхолсонова    | Європейські консерватори та реформісти         | [Архівовано 19 листопада 2019 у Wayback Machine.] |
| Комітет із навколишнього середовища, охорони здоров'я та безпеки харчових продуктів | ENVI        | Паскаль Кафе               | Оновлена Європа                                | [Архівовано 30 листопада 2017 у Wayback Machine.] |
| Комітет із промисловості, досліджень та енергетики                                  | ITRE        | Адіна-Йоана Велян          | Європейська народна партія                     | [Архівовано 26 листопада 2017 у Wayback Machine.] |
| Комітет із внутрішніх ринків та захисту прав споживачів                             | IMCO        | Петра Де Суттер            | Зелені — Європейський вільний альянс           | [Архівовано 1 грудня 2017 у Wayback Machine.]     |
| Комітет із транспорту та туризму                                                    | TRAN        | Каріма Деллі               | Зелені — Європейський вільний альянс           | [Архівовано 29 листопада 2017 у Wayback Machine.] |
| Комітет із регіонального розвитку                                                   | REGI        | Юнус Омарі                 | Європейські об'єднані ліві/Ліво-зелені Півночі | [Архівовано 13 грудня 2017 у Wayback Machine.]    |
| Комітет із сільського господарства та розвитку сільських територій                  | AGRI        | Норберт Лінз               | Європейська народна партія                     | [Архівовано 2 грудня 2017 у Wayback Machine.]     |
| Комітет із рибальства                                                               | PECH        | Кріс Девіс                 | Оновлена Європа                                | [Архівовано 30 листопада 2017 у Wayback Machine.] |
| Комітет з питань культури й освіти                                                  | CULT        | Сабіне Ферхеєн             | Європейська народна партія                     | [Архівовано 2 грудня 2017 у Wayback Machine.]     |
| Комітет з юридичних справ                                                           | JURI        | Люсі Нетсінга              | Оновлена Європа                                | [Архівовано 30 листопада 2017 у Wayback Machine.] |
| Комітет із громадянських свобод, юстиції та внутрішніх справ                        | LIBE        | Хуан Фернандо Лопес Агілар | Прогресивний альянс соціалістів і демократів   | [Архівовано 2 грудня 2017 у Wayback Machine.]     |
| Комітет із конституційних справ                                                     | AFCO        | Антоніо Таяні              | Європейська народна партія                     | [Архівовано 30 листопада 2017 у Wayback Machine.] |
| Комітет із прав жінок та ґендерної рівності                                         | FEMM        | Евелін Регнер              | Прогресивний альянс соціалістів і демократів   | [Архівовано 3 грудня 2017 у Wayback Machine.]     |
| Комітет із петицій                                                                  | PETI        | Долорес Монсеррат          | Європейська народна партія                     | [Архівовано 30 листопада 2017 у Wayback Machine.] |

## Тимчасові комітети
Європейський парламент може створювати тимчасові комітети для вирішення специфічних питань чи розслідування якихось подій. Початковий термін повноважень тимчасового комітету складає один рік. Як приклади таких тимчасових комітетів можна навести:
- Тимчасовий комітет із розслідування діяльності розвідувальної системи «Ешелон» (2000-2001)
- Тимчасовий комітет із розслідування можливого використання європейських країн Центральним розвідувальним управлінням США для перевезення та незаконного позбавлення волі людей (2005-2007)
- Тимчасовий комітет із аналізу причин кризи в компанії «The Equitable Life Assurance Society» (2006-2007)
- Тимчасовий комітет із фінансової, економічної та соціальної кризи (2009-2011)

## Делегації
Окрім комітетів, депутати також входять до складу делегацій Європейського парламенту до країн, груп країн або міжнародних організацій. Створюються об'єднані парламентські комітети із комітетами парламентів країн-кандидатів на вступ до ЄС.
Делегації до країн
- Албанія
- Афганістан
- Білорусь
- Бразилія
- Ізраїль
- Індія
- Ірак
- Іран
- Канада
- КНР
- Північна Македонія
- Мексика
- Молдова
- Палестина
- ПАР
- Росія
- Сербія
- США
- Туреччина
- Україна
- Чилі
- Чорногорія
- Японія

Делегації до груп країн
- Країни Анд (Болівія, Еквадор, Колумбія та Перу)
- Австралія та Нова Зеландія
- Країни Аравійського півострова (Бахрейн, Ємен, Катар, Кувейт, ОАЕ, Оман та Саудівська Аравія)
- Країни Південно-Східної Азії (Бруней, В'єтнам, Індонезія, Камбоджа, Лаос, Малайзія, М'янма, Сінгапур, Таїланд та Філіппіни)
- Країни Центральної Америки (Беліз, Гватемала, Гондурас, Домініканська Республіка, Коста-Рика, Куба, Нікарагуа, Панама та Сальвадор)
- Країни Карибського басейну (Антигуа і Барбуда, Багамські Острови, Барбадос, Беліз, Гаїті, Гаяна, Гренада, Домініка, Домініканська Республіка, Сент-Вінсент і Гренадини, Сент-Кіттс і Невіс, Сент-Люсія, Суринам, Тринідад і Тобаго та Ямайка)
- Країни Центральної Азії (Казахстан, Киргизстан, Монголія, Таджикистан, Туркменістан та Узбекистан)
- Країни Європейської економічної зони (Ісландія, Ліхтенштейн, Норвегія та Швейцарія)
- Країни Корейського півострова (Південна Корея та Північна Корея)
- Країни Магрибу (Алжир, Лівія, Мавританія, Марокко та Туніс)
- Країни Машріку (Єгипет, Йорданія, Ліван та Сирія)
- Країни Меркосур (Аргентина, Бразилія, Венесуела, Парагвай та Уругвай)
- Країни Південної Азії (Бангладеш, Бутан, Мальдіви, Непал, Пакистан та Шрі-Ланка)
- Країни Південного Кавказу (Азербайджан, Вірменія та Грузія)
- Боснія і Герцеговина та Косово

Делегації до парламентських асамблей
- Об'єднана африкансько-карибсько-тихоокеансько-європейська парламентська асамблея
- Європейсько-латиноамериканська парламентська асамблея
- Парламентська асамблея ЄВРОНЕСТ
- Євро-Середземноморська парламентська асамблея
- Панафриканський Парламент
- Парламентська асамблея НАТО